# Saber Tiger
Saber Tiger (サーベル・タイガー) is een Japanse heavymetal-band uit Sapporo (Hokkaidō), geformeerd in 1981 door Akihito Kinoshita. In de jaren die volgden hebben er veel bezettingsveranderingen plaatsgevonden. Gitarist Hidetoshi Takeda ging in begin 1986 naar X en drummer Masafumi Minato naar Dead End. Na een aantal demo's en nummers op compilatie-albums in de jaren 80 bracht Saber Tiger het debuutalbum Paragraph uit in 1991. Met het tweede album Invasion in 1992 deed de zangeres Yoko Kubota de zangpartijen.
In 1997 verscheen het zesde album, genaamd Project One. Ditmaal met behulp van gast-zangpartijen van Ron Keel, bekend van de heavymetal-bands Steeler, Black Sabbath en Keel. Tijdens de opnames van dit album werd tevens de bezetting weer veranderd. Bassist Naoto Shibata van Anthem en voorheen van Loudness werd aangesteld. Ook drummer Hirotsugu Homma van onder andere Flatbacker en tevens Anthem speelt op dit album mee. Zanger Shimoyama richtte met  gitarist Norifumi Shima van Concerto Moon de band Double Dealer op. Saber Tiger werd minder actief.

## Bandleden
Huidige bezetting
- Takenori Shimoyama (zang)
- Akihito Kinoshita (gitaar)
- Yasuharu Tanaka (gitaar)
- Takanobu Kimoto (basgitaar)
- Yasuhiro Mizuno (drums)

Ex-leden / gastmuzikanten
- Ron Keel (zang, gitaar)
- Naoto Shibata (basgitaar)
- Hirotsugu Homma (drums)
- Takashi Yamazumi (basgitaar)
- Masahiro Imai (zang)
- Takayuki Takizawa (zang)
- Yuichi Sugiyama (drums)
- Nobuyuki Kodera (drums)
- Hiroyuki Yamaguchi (zang)
- Yasuo Sasai (zang)
- Tomohiro Sampei (basgitaar)
- Yoko Kubota (zang)
- Hidetoshi Takeda (gitaar)
- Yasuharu Tanaka (gitaar)
- Masahiro Imai (basgitaar)
- Fumiaki Sato (basgitaar)
- Takayuki Takizawa (basgitaar)
- Masafumi Minato (drums)
- Satoru Takeuchi (basgitaar)
- Hiroyuki Sugano (drums)
- Youichi Koizumi (zang)
- Toru Watanabe (zang)
- Junichi Sasaki (drums)
- Mitsuhiro Tsuji (drums)
- Akira Mogi (basgitaar)
- Masahiko Hoshiba (basgitaar)
- Koji Imai (drums)
- Shinichi Shirai (drums)
- Yuichi Hayase (basgitaar)
- Akihiro Iiyama (drums)

## Discografie
Demo's
- 1983 - Saber Tiger I
- 1984 - Saber Tiger II
- 1984 - Saber Tiger III
- 1985 - Saber Tiger IV: Maboroshi & Tusk
- 1987 - Saber Tiger V
- 1988 - Saber Tiger VII
- 1989 - Saber Tiger VI
- 1990 - Saber Tiger VIII

Albums
- 1991 - Paragraph
- 1992 - Invasion
- 1994 - Paragraph 2
- 1994 - Agitation
- 1995 - Timystery
- 1997 - Project One
- 1998 - Brain Drain
- 1998 - Paragraph 3 - Museum
- 2000 - Saber Tiger
- 2002 - F.U.S.E.
- 2005 - Indignation
- 2011 - Paragraph IV
- 2011 - Decisive
- 2012 - Messiah Complex

Livealbums
- 2003 - Live 2002 Nostalgia

Singles/ep's
- 1986 - Rise (ep)
- 1987 - Crush & Dush (ep)
- 2001 - Eternal Loop (Single)

VHS
- 1994 - Agitation

Compilaties
- 2001 - The History Of The New World